# Ліворно (футбольний клуб)
Футбольний клуб «Ліворно» (італ. Associazione Sportiva Livorno Calcio) — професійний італійський футбольний клуб з однойменного міста, розташованого в області Тоскана центральної Італії.
Наразі виступає у другому за силою дивізіоні чемпіонату Італії, Серії B, куди вибув, посівши останнє (двадцяте) місце у турнірі вищого дивізіону попереднього сезону. Найвище досягнення у Серії A — друге місце в сезоні 1942-43, в якому ліворнці лише одним очком поступилися чемпіонам, «Торіно».

## Історія
Клуб було засновано під назвою Спортивна спілка «Ліворно» (італ. Unione Sportiva Livorno) у 1915 році , однак дебютувати в офіційних змаганнях його команда змогла лише 1919 року, після їх відновлення по завершенні Першої Світової війни. Дебют виявився напрочуд вдалим — в сезоні 1919-20 «Ліворно» подолав кваліфікаційний регіональний турнір у Тоскані, півфінальний турнір серед команд Південної Італії, здолав у південно-італійському фіналі римську команду «Фортітудо» та вийшов до загальнонаціонального фіналу. Лише у цьому фінальному матчі команда поступилася міланському «Інтернаціонале», який і став чемпіоном країни.
Пізніше «Ліворно» став одним з учасників першого в історії турніру в елітній Серії A після впровадження 1929 року в італійському чемпіонаті системи дивізіонів (серій). Вже в наступному сезоні 1930-31 команда вперше вибула з вищого дивізіону до Серії B. Протягом наступного десятиріччя «Ліворно» постійно переходив між Серіями A та B, не затримуючись у жодній з них більше ніж на 2 сезони.
Останні роки перед припиненням футбольних змагань в Італії у 1943 та перші сезони після відновлення чемпіонату по завершенні Другої Світової війни команда змагалася в найсильнішій Серії A, однак вже наприкінці 1940-х у турнірних результатах «Палермо» почав спостерігатися спад. Спочатку, в сезоні 1948-49 команда посіла останній рядок турнірної таблиці і вибула до Серії B, а ще за три сезони опинилася у третій в ієрархії футбольних ліг Серії C. Саме у цьому дивізіоні італійської першості команда провела майже всі 1950-і та початок 1960-х років.
1964 року команда з Ліворно повернулася до другої за силою Серії B, в якій змагалася до 1972 року. Згодом у команди почалася затяжна криза, яка тривала близько 30 років — команда знову виступала у Серії C, а після реорганізації футбольних ліг — у Серії C1 та Серії C2. 1991 року клуб оголосив про банкрутство та припинив своє існування, однак вже того ж року його було відновлено під сучасною назвою, і він почав виступи у регіональній лізі Тоскани. 1993 року команда подолала шлях регіональними лігами до національної Серії C2 (четвертий рівень ієрархії футбольних ліг), а ще за п'ять років виборола право виступів у Серії C1 (третій рівень).
По-справжньому відродження «Ліворно» розпочалося на початку 2000-х, коли команда спочатку вийшла до Серії B, а в сезоні 2004-05 уперше за понад 50 років стартувала у тірнірі найвишого дивізіону, Серії A. Того сезону команда фінішувала на почесному 8-му місці, ще за рік — шостою, здобувши таким чином право виступів у розіграші Кубка УЄФА.
Втім, вже в сезоні 2007-08 «Ліворно» посідає останнє, 20-е місце у Серії A і вибуває до нижчого дивізіону. За рік повертається, але ненадовго, в сезоні 2009-10 — знову останній рядок турнірної таблиці Серії A і пониження у класі.

## Уболівальники

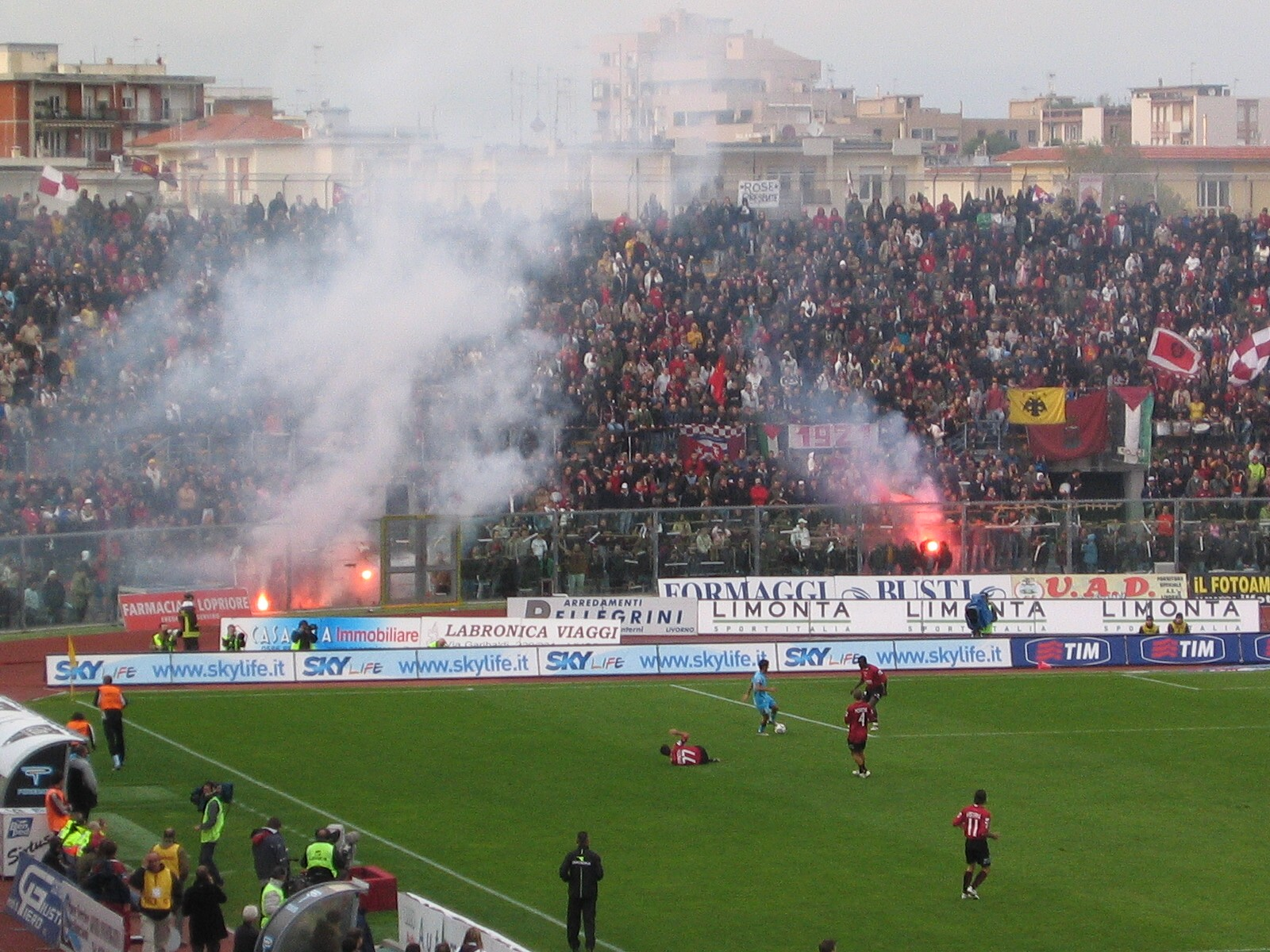
Фанатські сектори на домашній арені «Ліворно».

Уболівальники «Ліворно» найбільш відомі в Італії та поза її межами своїми лівими поглядами, що історично обумовлено не в останню чергу статусом Ліворно як колиски лівого руху в Італії, міста, в якому 1921 року було засновано Комуністичну партію країни. Фанатські сектори команди зазвичай прикрашені комуністичною та анархістською символікою, банери та одяг фанатів нерідко зображають портрет латиноамериканського революціонера Ернесто Че Гевари.
Відповідно найскладніші відносини фанати «Ліворно» мають з групами підримки команд, що традиційно відносяться до «правого табору». Найяскравішими представниками останнього є вболівальники римського «Лаціо», який свого часу був улюбленою командою фашистського диктатора Беніто Муссоліні.

## Досягнення
- Срібний призер чемпіонату Італії (2): 1919-20, 1942-43.

## Відомі гравці
- Марко Амелія
- Франческо Коко
- Крістіано Лукареллі
- Армандо Піккі
- Ігор Протті